# Adriaan van Maanen
Adriaan Van Maanen (31 de marzo de 1884-26 de enero de 1946) fue un astrónomo neerlandés-estadounidense especializado en medir el movimiento de los astros.

## Semblanza
De origen aristocrático, estudió en la Universidad de Utrecht, en la que se doctoró en 1909; poco después entraría a trabajar en la Universidad de Groningen para emigrar a los Estados Unidos, en donde consiguió un puesto de trabajo en el Observatorio Yerkes (1911): sería allí donde mejoró sus conocimientos trabajando en los nuevos instrumentos y estereocomparadores, con los cuales midió poco después el movimiento de las estrellas. En este sentido la publicación del Catálogo de Ludendorff de estrellas del cúmulo globular M13, compilado por el astrónomo alemán Hans Ludendorff en 1905, fue un aliciente más para ampliar y mejorar sus propias mediciones en los leves movimientos propios de las estrellas; no tardaría mucho en medir, con sus propios medios y técnicas, los movimientos de estas estrellas y determinar la distancia del cúmulo.
Atrajo la atención del director del Observatorio Monte Wilson para el que entró a trabajar (1912), especializándose en la medición del movimiento estelar y determinación de paralajes con el gran reflector de 60 pulgadas.
Se le conoce por haber medido el movimiento de grupo de estrellas en varias galaxias espirales (a partir de 1916), entre ellas M33, del cual dedujo una distancia errónea excesivamente próxima a la Tierra: este argumento sería aprovechado por Harlow Shapley unos pocos años más tarde para zanjar la cuestión sobre las galaxias como "Universos Isla": sistemas estelares externos a nuestro sistema solar.
Descubrió también la estrella de Van Maanen, que encontró comparando fotografía del cielo tomadas en épocas distintas.
En 1924 se convirtió en miembro de la Real Academia de Artes y Ciencias de los Países Bajos.

## Eponimia
- La estrella de Van Maanen[3]
- El cráter lunar Van Maanen[4]